# Jonas Jonsson (spelman)
Per Jonas Emanuel Jonsson född 12 juli 1906 i Näs i Jämtland, död 1993, var en svensk riksspelman.

## Biografi
På 1930-talet flyttade Jonas Jonsson till Rödegård mellan Alsen och Nälden där han med hjälp av sin bror Haldo byggde ett hus från grunden. Jonas försörjde sig som snickare och han hade en omvittnat god känsla för hantverket. Ett annat hantverk som blev hans följeslagare genom livet var fiolspelandet. 
Genom åren upptecknade han många låtar från spelmän från Jämtland och Härjedalen och han gjorde även en hel del Tandberg-inspelningar med spelmän. Alla inspelningar finns inte kvar, men det pågår nu ett arbete med att digitalisera en del av dem så att de ska bli sökbara på Svenskt Visarkiv.
Jonas Jonsson var ansedd som en mycket skicklig spelman med en fin och känslig ton och 1961 mottog han Zornmärket i silver efter uppspelning i Östersund tillsammans med spelmän som Björn Ståbi och Karl Eriksson "Karl-Ersa" i Husås. 1976 mottog Jonas Jonsson och Alfred Rönnqvist Heimbygdas Spelmansförbunds åtråvärda Lapp-Nilsmedalj för att de förtjänstfullt genom spel och på annat sätt verkat för bevarandet av jämtländsk och härjedalsk folkmusik.